# Bolbitius
Bolbitius is een geslacht van schimmels behorend tot de familie Bolbitiaceae. Het geslacht werd beschreven door Elias Magnus Fries en in 1838 voor het eerst geldig gepubliceerd. De typesoort is de dooiergele mestzwam (Bolbitius titubans).

## Kenmerken
Het geslacht wordt gedefinieerd als kleine dunne Mycena-achtige paddenstoelen een kleverig hoedoppervlak en bruine sporen. Sporen van paddenstoelen van dit geslacht zijn dikwandig, glad en hebben een kiempore.

## Soorten
Volgens Index Fungorum telt het geslacht 57 soorten (peildatum maart 2023):
| Soortnaam                                       | Auteur(s)                                    | Publicatiejaar |
| ----------------------------------------------- | -------------------------------------------- | -------------- |
| Bolbitius acer                                  | Watling                                      | 1973           |
| Bolbitius affinis                               | Massee                                       | 1902           |
| Bolbitius albiceps                              | Speg.                                        | 1898           |
| Bolbitius albus                                 | (Peck) Watling                               | 1977           |
| Bolbitius alliaceus                             | Beeli                                        | 1926           |
| Bolbitius ameghinoi                             | Speg.                                        | 1898           |
| Bolbitius aurantiorugosus                       | E.F. Malysheva, O.V. Morozova & Kovalenko    | 2015           |
| Bolbitius bisporus                              | E.F. Malysheva                               | 2015           |
| Bolbitius broadwayi                             | (Murrill) Dennis                             | 1953           |
| Bolbitius bruchii                               | Speg.                                        | 1926           |
| Bolbitius brunneus                              | (Murrill) Watling                            | 1981           |
| Bolbitius caducus                               | Herp.                                        | 1912           |
| Bolbitius callistus                             | (Peck) Watling                               | 1977           |
| Bolbitius citrinus                              | (Murrill) Watling                            | 1981           |
| Bolbitius compactus                             | Thesleff                                     | 1920           |
| Bolbitius coprophilus (Roze kleefhoedje)        | (Peck) Hongo                                 | 1959           |
| Bolbitius cremeus                               | (Murrill) Watling                            | 1981           |
| Bolbitius demangei (Kaskleefhoedje)             | (Quél.) Sacc. & D. Sacc.                     | 1905           |
| Bolbitius elegans                               | E. Horak, G. Moreno, A. Ortega & Esteve-Rav. | 2002           |
| Bolbitius excoriatus                            | Dähncke, Hauskn., Krisai, Contu & Vizzini    | 2010           |
| Bolbitius exiguus                               | Singer                                       | 1936           |
| Bolbitius expansus                              | (Peck) Watling                               | 1977           |
| Bolbitius ferrugineus                           | Arnolds                                      | 2003           |
| Bolbitius flavellus                             | (Murrill) Ram N. Singh & V.P. Tewari         | 1977           |
| Bolbitius flavus                                | (Murrill) Sacc. & Trotter                    | 1925           |
| Bolbitius floridanus                            | (Murrill) Watling                            | 1981           |
| Bolbitius grandiusculus                         | Cooke & Massee                               | 1890           |
| Bolbitius incarnatus                            | Hongo                                        | 1958           |
| Bolbitius intermedius                           | (Coker) Watling                              | 1981           |
| Bolbitius jalapensis                            | (Murrill) Murrill                            | 1912           |
| Bolbitius lacteus (Wit kleefhoedje)             | J.E. Lange                                   | 1940           |
| Bolbitius lineatus                              | Rick                                         | 1961           |
| Bolbitius longipes                              | Massee                                       | 1899           |
| Bolbitius luteus                                | (Peck) Watling                               | 1981           |
| Bolbitius malesianus                            | Watling                                      | 1994           |
| Bolbitius marginatipes                          | Zeller                                       | 1933           |
| Bolbitius mesosporus                            | Singer                                       | 1978           |
| Bolbitius mexicanus                             | (Murrill) Murrill                            | 1912           |
| Bolbitius muscicola                             | (G. Stev.) Watling                           | 1981           |
| Bolbitius pallidus                              | E.F. Malysheva & Svetash.                    | 2015           |
| Bolbitius panaeoloides                          | Henn.                                        | 1900           |
| Bolbitius phascoides                            | Speg.                                        | 1889           |
| Bolbitius pluteoides                            | M.M. Moser                                   | 1978           |
| Bolbitius pseudobulbillosus                     | Herp.                                        | 1912           |
| Bolbitius psittacinus                           | Hauskn., Antonín & Pol?ák                    | 2007           |
| Bolbitius reticulatus (Violetgrijs kleefhoedje) | (Pers.) Ricken                               | 1915           |
| Bolbitius roseipes                              | W.F. Chiu                                    | 1973           |
| Bolbitius sibiricus                             | Bulyonk., E.F. Malysheva & L.B. Kalinina     | 2021           |
| Bolbitius stramineus                            | (Murrill) Watling                            | 1981           |
| Bolbitius subvolvatus                           | Hauskn., Contu & Krisai                      | 2008           |
| Bolbitius titubans (Dooiergele mestzwam)        | (Bull.) Fr.                                  | 1838           |
| Bolbitius tjibodensis                           | Henn.                                        | 1899           |
| Bolbitius tripolitanus                          | Sacc. & Trotter                              | 1913           |
| Bolbitius tucumanensis                          | Singer                                       | 1959           |
| Bolbitius versicolor                            | (Peck) Watling                               | 1981           |
| Bolbitius viscosus                              | Watling                                      | 1975           |
| Bolbitius yunnanensis                           | W.F. Chiu                                    | 1973           |